# 알브레히트 3세 폰 비텔스바흐
알브레히트 3세 폰 비텔스바흐(이탈리아어: Albrecht III Von Wittelsbach, 1401년 3월 27일 - 1460년 2월 29일)는 바이에른뮌헨 공국을 통치한 공작이다. 그는 에른스트 폰 비텔스바흐와 베르나보 비스콘티의 딸 엘리사베타 비스콘티 사이에서 태어났다.

## 생애
그는 1429년에 에베르하르트 3세 폰 뷔르템베르크의 딸 엘리자베트와 약혼을 했지만, 베르덴베르크 백작과 눈이 맞아 그녀의 아버지 궁전에서 결혼식을 올렸다.
1432년, 그가 아버지를 대신해 옛 바이에른슈트라우빙의 행정관일때, 그는 아우구스부르크 출신 하녀 아그네스 베르나우어와 비밀리에 혼인을 맺었다. 그의 아버지는 이 결혼을 반대했었다. 1435년, 그가 슈트라우빙에 거주했을 때, 에른스트는 그녀를 살해하라고 지시한다. 그녀는 마술 혐의로 고발되어, 도나우강에 던져졌고 알브레히트가 사냥하는 동안 익사하게 된다. 그녀가 사망한 후, 알브레히트는 잉골슈타트의 루트비히 7세 폰 비텔스바흐에게 찾아갔지만, 그는 11월에 그의 아버지와 화해한 후였다.
브라운슈바이크뤼네부르크 공작의 딸 안나 폰 벨프와 혼인하며 그의 아버지와 화해를 한후, 그녀 사이에서 10명의 자녀를 두었다.
1438년에 그는 아버지의 자리를 계승하였다. 1440년 그는 보헤미아 왕국의 권좌 제안을 거절하였다. 1444년과 1445년에 그는 강도 귀족들을 상대로 두 차례 정벌 활동을 벌였다. 바이에른잉골슈타트 공국의 공작이 단절된 후, 그는 1447년에 그의 숙부인 하인리히 16세 폰 비스텔바흐에게 넘어갔다는 것을 깨달았다.
1455년에 알브레히트는 안덱스에 베네딕토 수도원을 지었다.
그는 1460년 뮌헨에서 사망했고 안덱스에 묻혔다.

Agnes Bernauer in art
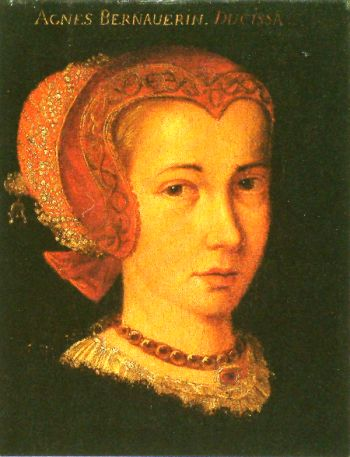
바이에른 공작부인 시절 아그네스 베르나우어
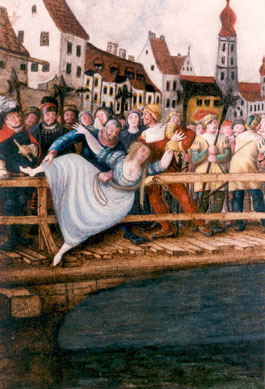
베르나우어의 죽음 (Straubing)
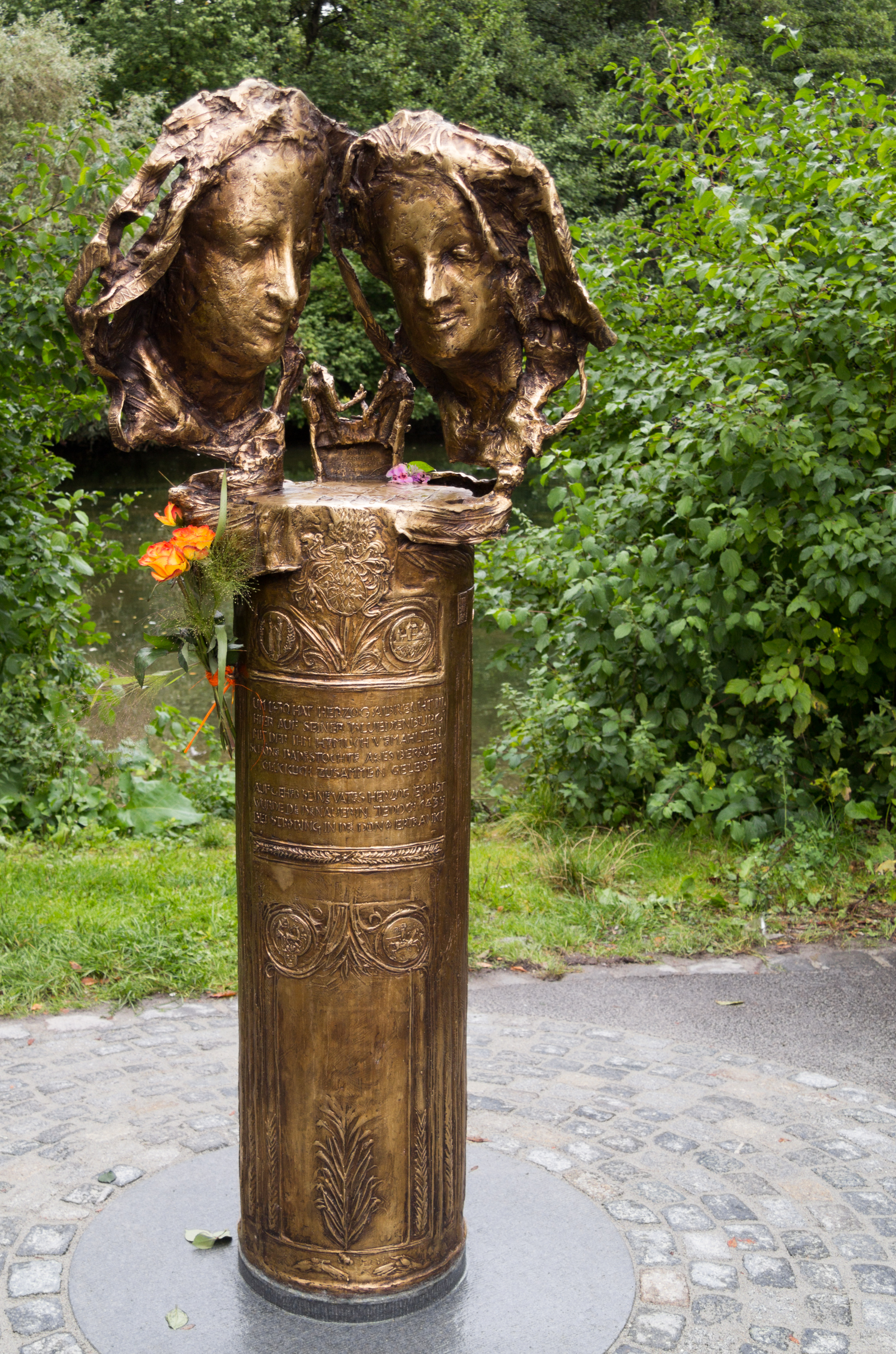
블루텐부르크 성에 있는 알브레히트 3세와 아네스 베르나우어의 조각.

## 가족과 자녀
1437년 1월 22일, 뮌헨에서 그는 브라운슈바이크뤼네부르크 공작 에리히 1세 폰 벨프의 딸 안나 폰 벨프와 결혼하여 다음의 자식들을 두었다:
1. 요한 4세 폰 비스텔바흐 (1437년 10월 4일–1463년 11월 18일).
2. 에른스트(Ernest, 1438년 8월 26일–1460년 2월 29일).
3. 지그문트 폰 비텔스바흐 (1439년–1501년 2월 1일).
4. 알브레히트(Albert, 1440년 12월 24일–1445년).
5. 마르가레테 (1442년 1월 1일–1479년 10월 14일) : 1463년 5월 10일 만토바에서 페데리코 1세 곤차가와 혼인.
6. 엘리자베트 (1443년 2월 2일–1486년 3월 5일) : 1460년 11월 19일 라이프치히에서 선제공 에른스트 폰 베틴과 혼인.
7. 알브레히트 4세 폰 비텔스바흐 (1447년 12월 15일–1508년 3월 10일).
8. 크리스토프 폰 비텔스바흐 (1449년 1월 6일–1493년 8월 8일).
9. 볼프강(Wolfgang, 1451년 11월 1일–1514년 5월 24일) : 파사우, 아우구스부르크, 쾰른의 성당참사회원.
10. 바르바라(Barbara, 1454년 6월 9일–1472년 6월 24일) : 뮌헨의 수녀.

또한 그는 최소한 3명의 사생아를 두었다.
| 알브레히트 3세 폰 비텔스바흐 비텔스바흐 가문출생: 3월 27일 1401년 사망: 2월 29일 1460년 |                                 |               |
| 작위                                                                                    |                                 |               |
| 이전 에른스트                                                                           | 바이에른뮌헨 공작 1438년–1460년 | 이후 요한 4세 |